# Ján Palárik
Ján Palárik (ur. 27 kwietnia 1822 w miejscowości Raková, zm. 7 grudnia 1870 w Majcichovie) – słowacki ksiądz, dramatopisarz i publicysta.
Ukończył gimnazjum z Żylinie, później studiował teologię w Ostrzyhomiu, Bratysławie i Trnawie. Po otrzymaniu święceń służył w Starým Tekovie, Štiavnické Bane i Bańskiej Szczawnicy, 1852–1862 w Peszcie, a od 1862 do śmierci w Majcichovie. Publikował w piśmie „Priateľ školy a literatúry”. Tworzył komedie ukazujące życie społeczno-narodowe Słowaków, m.in. Drotár (1860), Inkognito (1862) i Zmierenie alebo Dobrodružstvo pri obžinkoch (na motywach sztuki Okrężne Józefa Korzeniowskiego). W 1871 napisał nieudaną tragedię historyczną Dimitrij Samozvanec.